# Kunsthåndværk
Kunsthåndværk omfatter produktion og produkter af en kunstner, der med selvstændigt design og håndværksmæssig snilde fremstiller genstande af høj håndværksmæssig og kunstnerisk kvalitet med salg for øje.
Fine prototyper på kunsthåndværk finder vi på Designmuseum Danmark og andre museer inden for kunst, design og håndværk. 
Mange kunsthåndværkere arbejder med unika og med håndværksmæssige teknikker, der går langt tilbage i historien. Det moderne kunsthåndværk indbefatter ikke kun smukke genstande til at behage øje, men også værker, der arbejder på et mere idémæssigt plan. Eksempelvis smykkets kommunikative værdi, når det hænger til skue på det enkelte individ. 
Som første region i Europa blev den danske ø Bornholm i 2017 udnævnt som "World Craft Region" af den international anerkendte World Crafts Council (WCC). Organisationen er en non-profit og non-governemental organisation, som er en underorganisation af UNESCO. Kunsthåndværksrådet WCC hædrer dermed den lange tradition af kunsthåndværk samt kvaliteten, autenticiteten og den høje standard i kunsthåndværket på Bornholm. 

## Grænseområder
- Sløjd – pædagogisk tilrettelagt undervisning i materiel produktfremstilling med henblik på barnets alsidige udvikling, og da det er et fag i børneskolen, når det håndværksmæssige og kunstneriske sjældent op på samme niveau som kunsthåndværk
- Håndarbejde – tekstilsløjd – sløjdfagets søster – derfor samme bemærkninger som ovenfor
- Hobby – den private fremstilling af genstande for fornøjelsens skyld (eller anden beskæftigelse), og der er derved hverken tale om undervisning eller erhverv/salg
- Husflid – først tidligere tiders produktfremstilling til selvforsørgelse og egen brug, senere med nærmeste tilknytning til hobby
- Formning – Billedkunst – et skolefag med kunstneriske indslag...